# Jacaranda acutifolia
Jacaranda acutifolia é uma árvore nativa da Bolívia, Peru, México e EUA (Flórida).